# 2003 في السودان
فيما يلي الأحداث التي وقعت خلال عام 2003 في السودان.

## الحكم
- الرئيس: عمر البشير
- نائب الرئيس:
  - علي عثمان طه (الأول)
  - موسى قاقول مشار (الثاني)

## أحداث

### فبراير
- 26 فبراير - بدأت الحرب في دارفور.[1][2]

### يوليو
- 8 يوليو - تحطم رحلة الخطوط الجوية السودانية 139 على متنها 117 شخصا في السودان.[3][4]